# Амамбай
 Тази статия е за града в Бразилия.  За парагвайския департамент вижте Амамбай (департамент).  
Амамбай, (на португалски: Amambai) е град — община в южната част на бразилския щат Мато Гросо до Сул. Общината е част от икономико-статистическия микрорегион Доурадос, мезорегион Югозападен Мато Гросо до Сул. Населението на общината към 2010 г. е 34 986 души, а територията е 4202,298 km² (8,33 д./km²).
Граничи с общините Коронел Сапукая, Такуру, Арал Морейра, Понта Поран, Каарапо, Жути и Игуатеми